# Gondang (plaats)
Gondang is een bestuurslaag in het regentschap Sragen van de provincie Midden-Java, Indonesië. Gondang telt 7174 inwoners (volkstelling 2010).